# Fritz Brenner
Fritz Brenner è un personaggio letterario creato dallo scrittore statunitense Rex Stout. Fritz, così viene abitualmente nominato nei romanzi, è il cuoco svizzero francofono dell'investigatore privato Nero Wolfe, protagonista della maggior parte dei gialli scritti da Stout.

## Il personaggio
Insieme a Nero Wolfe e ad Archie Goodwin, vive nella vecchia casa di arenaria della 35ª strada di New York. Fritz è un eccentrico e raffinato cuoco, con mansioni di maggiordomo, è in grado di soddisfare le esigenze culinarie di Nero Wolfe e possiede 289 (in seguito 294) libri di cucina, che conserva nel suo grande soggiorno al piano inferiore, insieme a due casse di pentole antiche tra cui una stoviglia appartenuta, o così dice, al cuoco di Giulio Cesare, a busti di Escoffier e Brillat-Savarin e alla testa di un cinghiale selvatico da lui cacciato nei Vosgi. Archie lo definisce "la perla della famiglia", per il suo carattere d'oro e il costante buon umore.
Fritz è un professionista dell'arte culinaria, con uno stipendio di mille dollari al mese (che diventeranno in seguito 1.500) e nutre una profondissima stima per Nero Wolfe. In Champagne per uno si nota come Fritz sia molto interessato a che Wolfe ottenga nuovi clienti, dato che le commissioni che pagano a Wolfe sono la fonte da cui deriva il suo stipendio. Fritz può diventare ansioso quando passa molto tempo senza che compaia un nuovo cliente pagante, tuttavia, quando il nuovo cliente arriva, Fritz è singolarmente disinteressato ai dettagli del mistero, essendo estremamente fiducioso che Wolfe lo risolverà e incasserà debitamente il suo compenso. Quando Archie non è disponibile, Fritz risponde alle telefonate e segue le istruzioni di Wolfe per quanto riguarda i visitatori alla porta principale, ma il suo coinvolgimento negli affari si limita a prendere i messaggi e a servire bevande e snack ai clienti nell'ufficio di Wolfe.
Ha le sue stranezze - così, per esempio, non parla mai quando rosola - e accade che sia in conflitto con Wolfe per gli ingredienti da utilizzare per un dato piatto, non condividendo sempre le concezioni gastronomiche del suo padrone. In Nero Wolfe e i ragni d'oro, l'utilizzo di una generosa dose di dragoncello e l'aggiunta di un pizzico di zafferano invece che di salvia, costituiscono lo spunto per una discussione che porterà Wolfe ad accettare un nuovo caso. L'unico cruccio di Brenner sono le donne, poiché teme che ogni donna che entra in casa Wolfe abbia intenzione di restarci; e la più temuta è Theodolinda (Dol) Bonner, un'investigatrice privata a cui Wolfe si rivolge occasionalmente: Brenner è infatti convinto che Dol Bonner abbia delle mire sul suo padrone, e la definisce perciò "un animale pericoloso".

## Serie TV
Nella fortunata serie televisiva RAI degli anni settanta, con Tino Buazzelli nella parte di Nero Wolfe, Fritz è interpretato da Pupo De Luca, il quale dà vita a un personaggio che riflette il carattere bonario e ingenuo dell'originale letterario, aggiungendovi però un po' d'ironia.